# Église de Jyväskylä
L'église de Jyväskylä (en finnois : Jyväskylän kirkko) est une église  située dans le quartier de Keskusta à  Jyväskylä en Finlande.

## Histoire
L'église en briques est conçue par Ludvig Isak Lindqvist, les travaux de construction sont dirigés par Anders Johan Janzon et se terminent en 1880.
Le bâtiment remplace l’église en bois, conçue par Jaakonpoika Leppänen et construite en 1775, qui était située à l'endroit de l'actuel Parc Cygnaeus. 
La nouvelle église est attendue depuis les années 1850 à cause de la localisation et de l'état de dangerosité de l'ancienne.
En 1885, la construction de l'église de Taulumäki se termine et l'ancienne église en bois devenue inutile est détruite en 1888.
L'église de Jyväskylä est en brique et à l'époque de sa construction c'est la première église en dur de Finlande-Centrale.

## Architecture
L'architecture de l'église est remarquable par ses fenêtres arquées et la richesse de ses ornements en brique. 
L'architecture comprend des traits d'architecture romane et des traits de Style néogothique.
Elle est construite comme un tout avec la place du marché de l'époque et de nos jours elle est entourée du parc Kirkkopuisto.
Les peintures de la voûte en coquille sont de Bruno Tuukkanen qui a aussi conçu les peintures des vitraux en 1924. 
Le retable peint en 1901 par Fredrik Ahlstedt et Nina Ahlstedt représente "Jésus bénissant les enfants" (ou : Laissez venir à moi les petits enfants.
L'église présente la première sculpture en finnois du mot Hosanna.

## Galerie

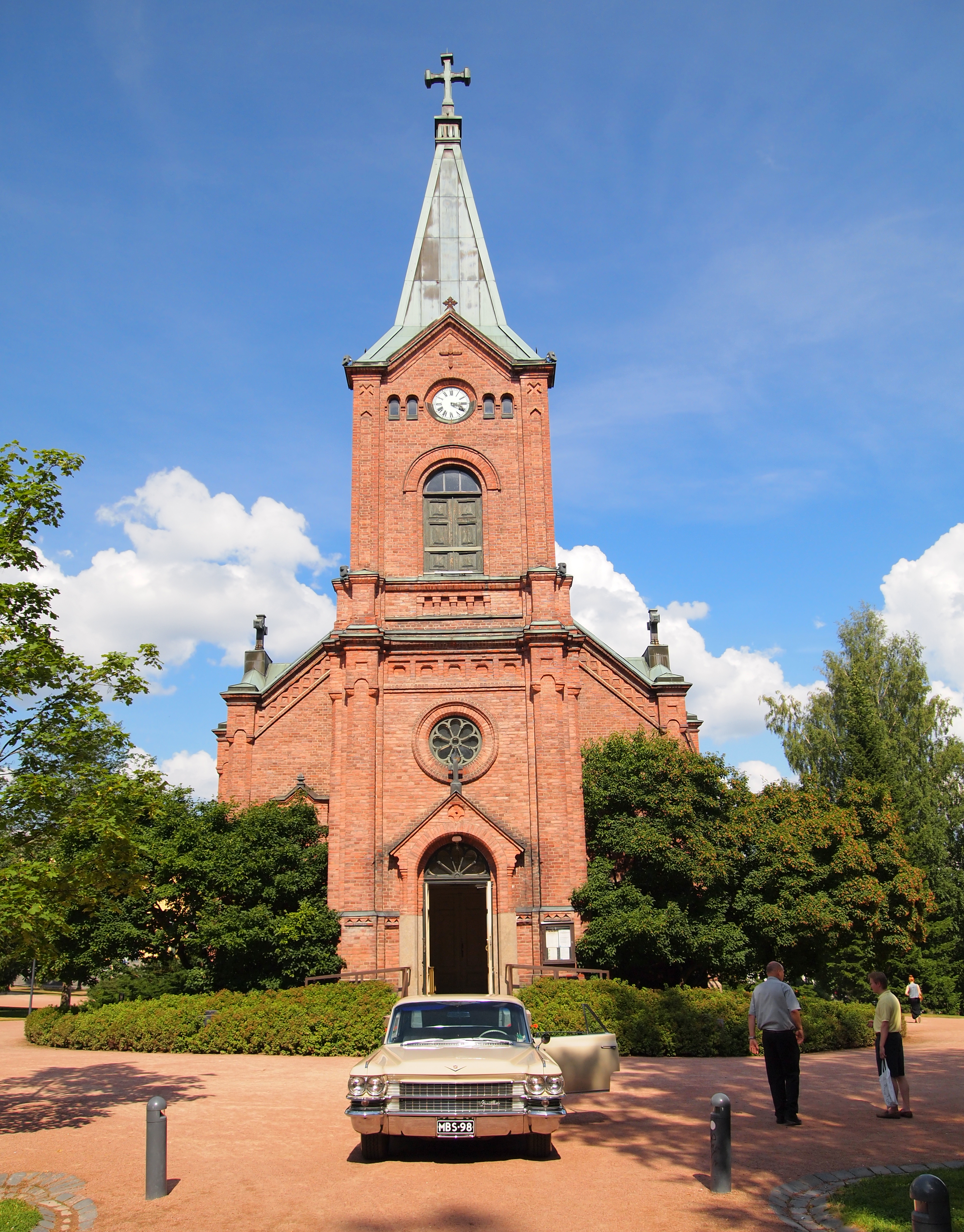
L'église façade avant.
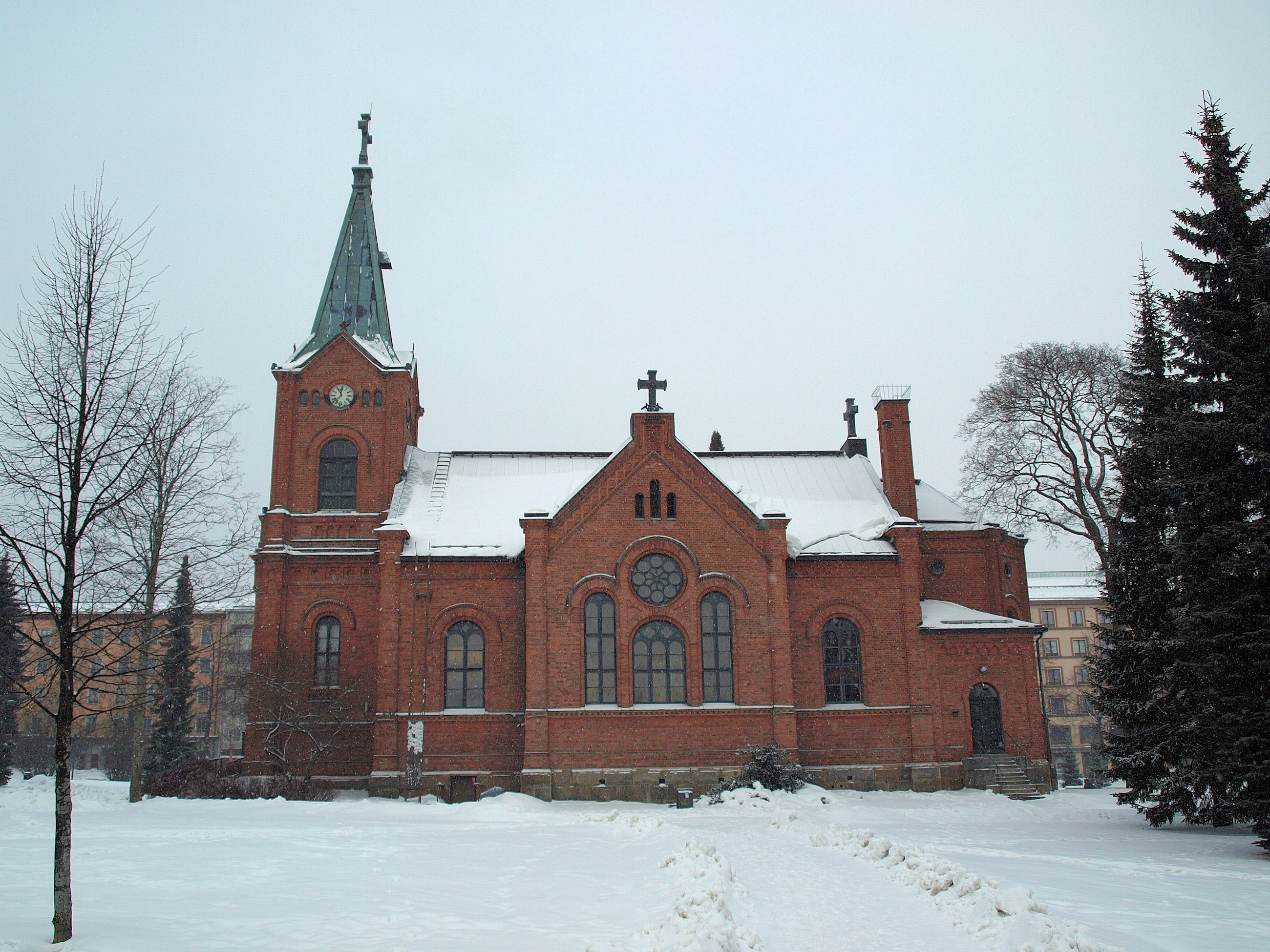
L'église façade de côté.
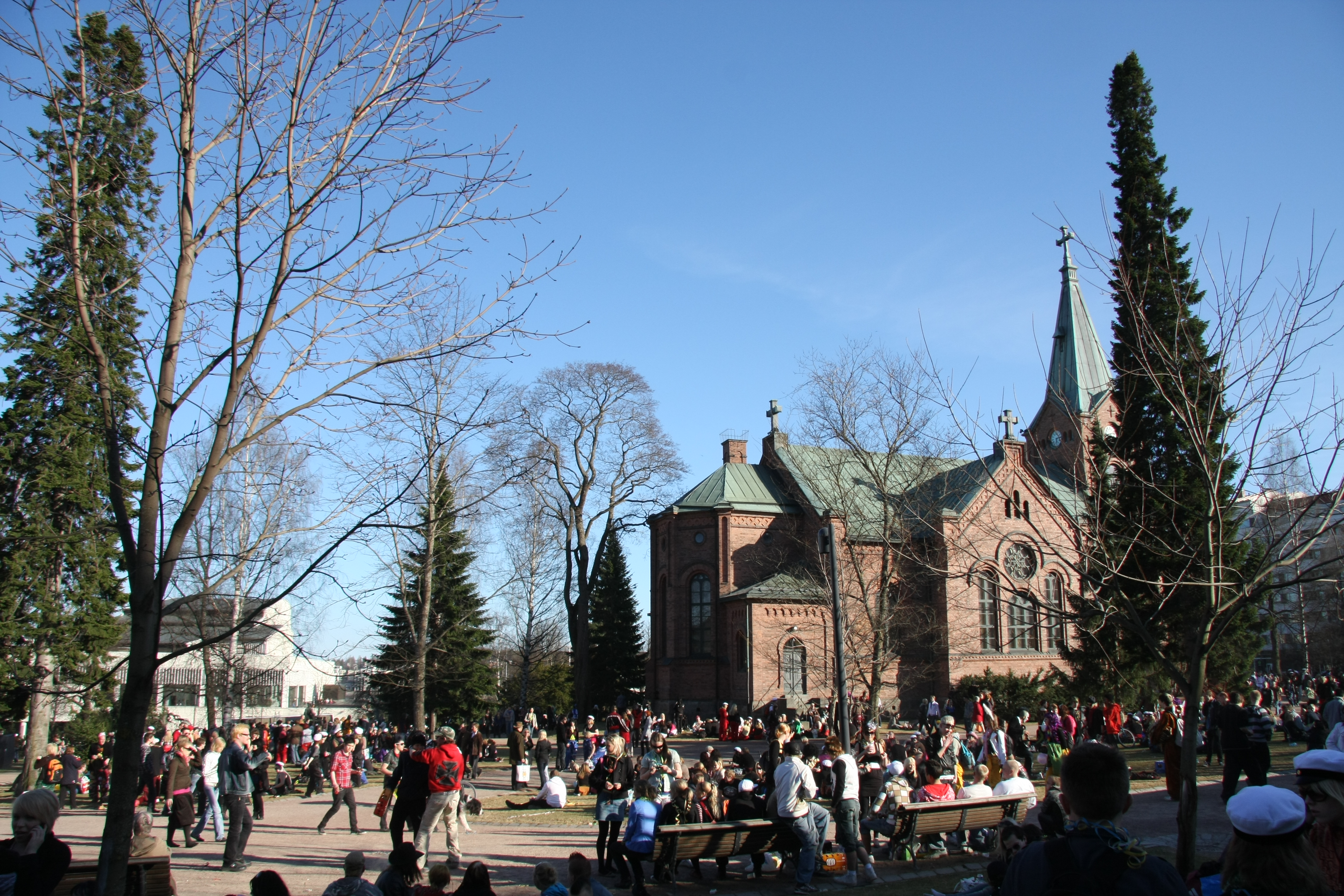
Le parc de l’église lors de la fête de vappu.
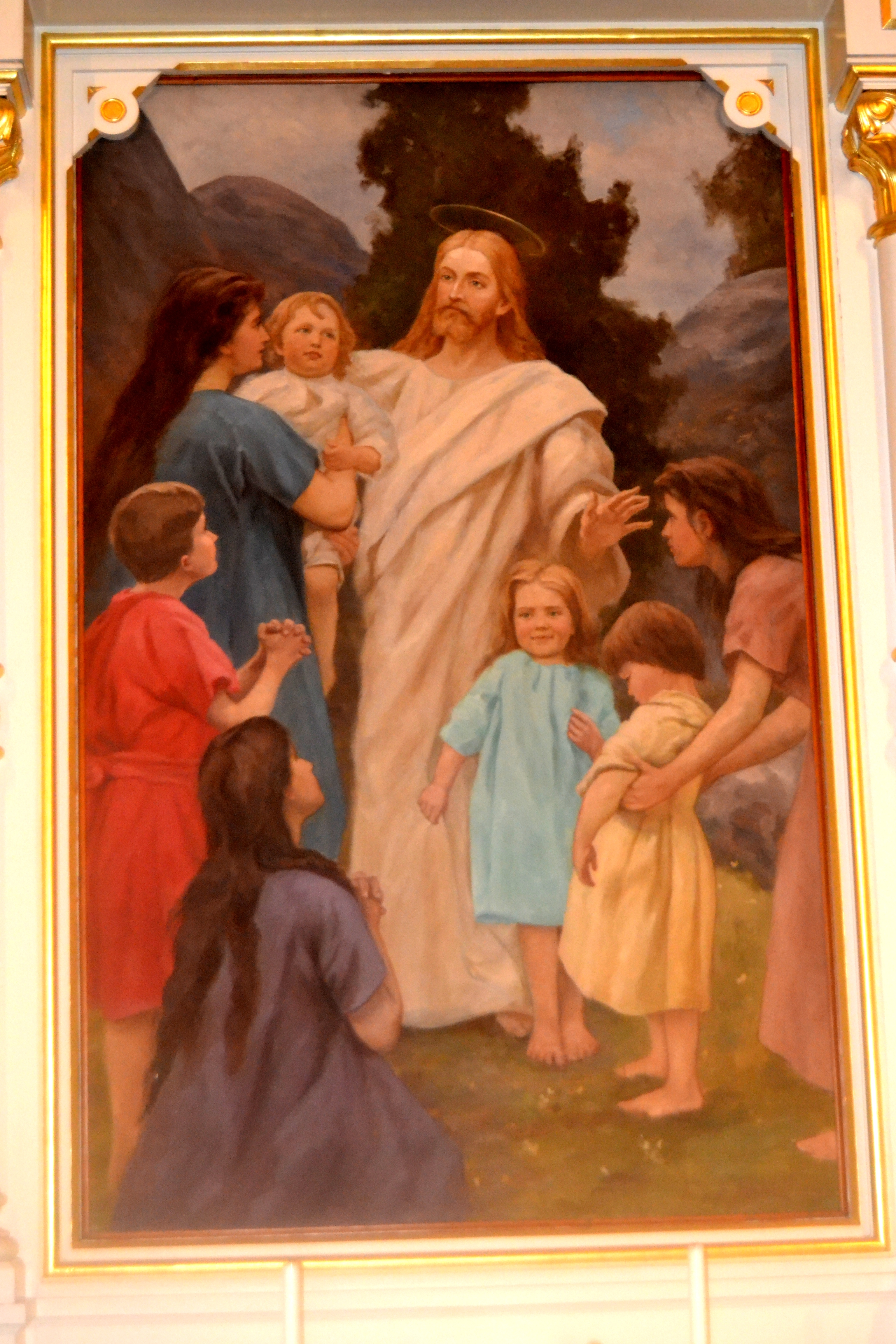
Le retable.
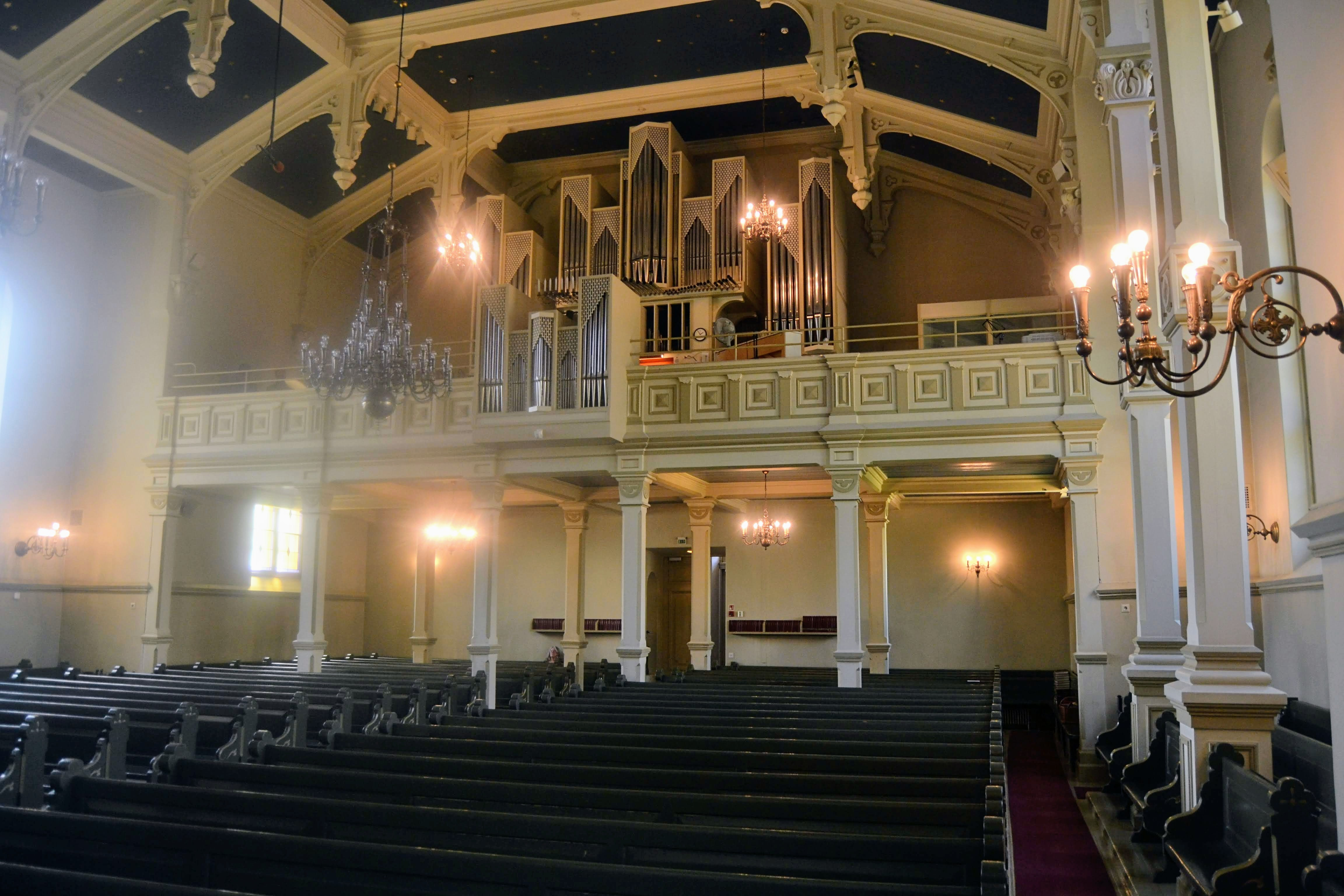
L'église vue de l'autel.
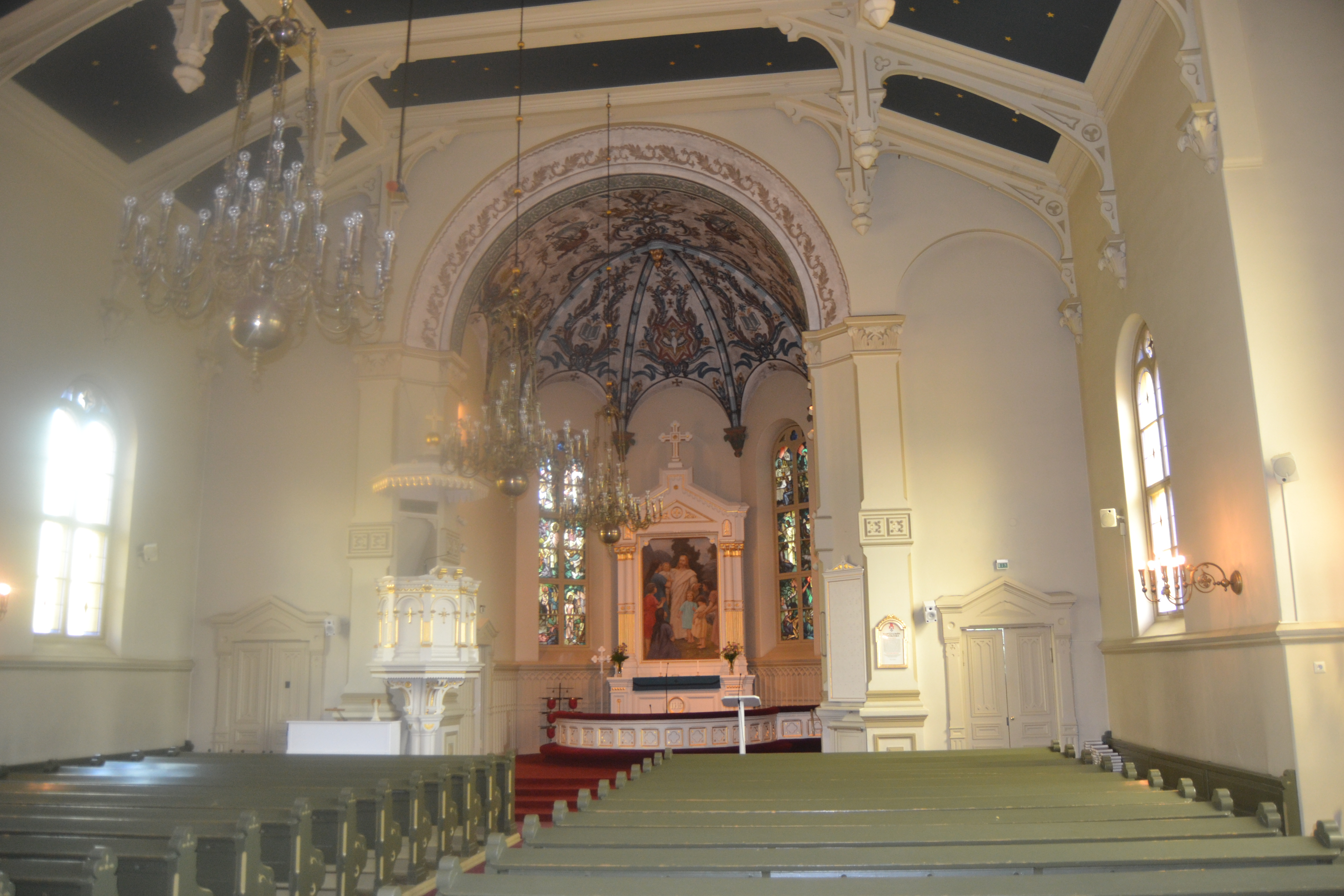
L'église vue de l'entrée.
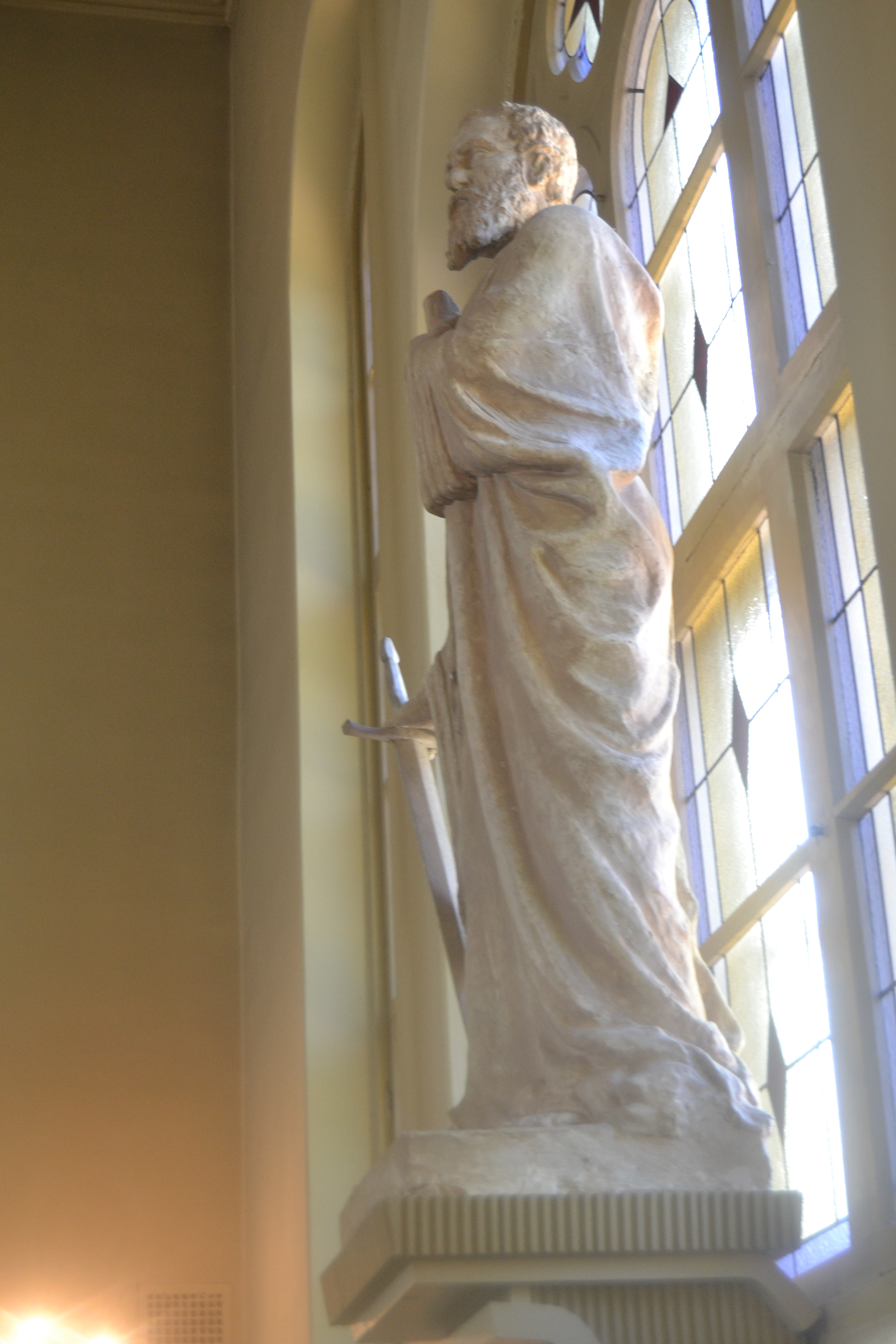
la statue de Saint-Paul sculptée par Erland Stenberg.